# Březno (ort i Tjeckien, Ústí nad Labem)
Březno är en ort i Tjeckien.   Den ligger i regionen Ústí nad Labem, i den nordvästra delen av landet, 80 km väster om huvudstaden Prag. Březno ligger 279 meter över havet och antalet invånare är 1 220.
Terrängen runt Březno är platt åt sydost, men åt nordväst är den kuperad.Runt Březno är det ganska glesbefolkat, med 23 invånare per kvadratkilometer. Närmaste större samhälle är Chomutov, 6,5 km norr om Březno. Trakten runt Březno består till största delen av jordbruksmark.